# Alonso Godina
Alonso Godina (falecido a 28 de fevereiro de 1630) foi um prelado católico romano que serviu como bispo auxiliar de Sevilha (1629–1630).

## Biografia
No dia 20 de agosto de 1629, foi escolhido pelo Rei da Espanha e confirmado pelo Papa Urbano VIII como Bispo Auxiliar de Sevilha e Bispo Titular de Utica. Em 1629, foi consagrado bispo por Diego Guzmán de Haros, arcebispo de Sevilha. Serviu como Bispo Auxiliar de Sevilha até à sua morte a 28 de fevereiro de 1630. Enquanto bispo, foi o principal co-consagrador de Luis Córdoba Ronquillo, Bispo de Cartagena (1631).